# Telonaca ramona
Telonaca ramona är en insektsart som beskrevs av Ball. Telonaca ramona ingår i släktet Telonaca och familjen hornstritar. Utöver nominatformen finns också underarten T. r. pasadena.